# Vapour Col
Der Vapour Col (englisch für Dampfsattel) ist ein 150 m hoher Bergsattel im Westen von Deception Island im Archipel der Südlichen Orkneyinseln. Er liegt südlich des Stonethrow Ridge.
Das UK Antarctic Place-Names Committee benannte ihn 1959 nach den aus den hier befindlichen Fumarolen austretenden Dampfschwaden. Der Sattel bietet den einzigen Zugang zur Begutachtung der vulkanischen Abfolge auf Deception Island.